# 474 a.C.
Il 474 a.C. (CDLXXIV a.C. in numeri romani) è un anno  del V secolo a.C.

## Eventi
- Battaglia di Cuma - I Siracusani sotto Ierone I sconfiggono gli Etruschi nei pressi di Cuma ponendo termine all'espansione Etrusca;
- Roma: 
  - consoli Aulo Manlio Vulsone e Lucio Furio Medullino (console 474 a.C.).
  - Termina la prima guerra tra Roma e Veio, con  l'accordo per una tregua quarantennale.